# Волтер Мур (футболіст, 1984)
Волтер Мур (англ. Walter Andre Moore, нар. 1 вересня 1984, Джорджтаун) — гаянський футболіст, захисник клубу «Якобстатс». Виступав, зокрема, за клуб «Каледонія Ей-Ай-Ей», а також національну збірну Гаяни.

## Клубна кар'єра
У дорослому футболі дебютував 2006 року виступами за команду клубу «Норт-Іст Старз», в якій того року взяв участь у 27 матчах чемпіонату. 
Своєю грою за цю команду привернув увагу представників тренерського штабу клубу «Каледонія Ей-Ай-Ей», до складу якого приєднався 2007 року. Відіграв за команду з Порт-оф-Спейн наступні шість сезонів, в яких провів понад 100 поєдинків у чемпіонаті Тринідаду і Тобаго. Допоміг клубу виграти Кубок Тринідаду і Тобаго та Pro Bowl 2008 року.
У 2010 році перейшов в оренду до гаянського клубу «Альфа Юнайтед», а з квітня 2011 року грав в оренді в американському клубі «Шарлотт Іглз» з United Soccer League. У футболці «орлів» зіграв 18 матчів та відзначився 1 голом.
Напередодні старту сезону 2013 року приєднався до «Востоку» з Прем'єр-ліги Казахстану, у футболці якого зіграв 31 матч. У 2014 році разом з «Астаною-1964» став срібним призером чемпіонату Казахстану. Влітку 2014 року залишив столичний клуб.
У березні 2015 році перебрався до «Яро» з Вейккаусліги. Дебютував у новій команді 12 квітня 2015 року в поєдинку Вейккаусліги «Яро» - «Марієгамн». За підсумками сезону 2015 року у фінському чемпіонаті зіграв 29 матчів, в яких відзначився 3-а голами. Проте «Яро» фінішував на останньому місці чемпіонату та вилетів у Юккьонен. Проте Волтер вирішив залишитися в команді, де був одним з провідних гравців Юккьонена. Будучи провідним гравцем команди, у 2016—2017 році зіграв 47 матчів у Юккьонені.
Напередодні старту сезону 2018 року Мур перебрався до «АС Оулу», у складі якого зіграв у 26-и матчах Юккьонена. По завершенні сезону залишив команду, а на початку наступного — повернувся в «Яро».
До складу клубу «Якобстатса» приєднався 2019 року. 

## Виступи за збірну
15 лютого 2004 року дебютував у складі національної збірної Гаяни на позиції лівого захисника в товариському поєдинку проти Барбадосу. Дебютним голом за національну команду відзначився 13 жовтня 2010 року в поєдинку Карибського кубку проти Нідерландських Антильських островів. У жовтні 2016 року оголосив про завершення міжнародної кар'єри. Проте згодом все ж повернувся до збірної, вийшовши на поле в стартовому складі переможного (8:0) поєдинку кваліфікації ліги націй КОНКАКАФ проти Терксу і Кайкосу в Провіденсьялесі.

## Статистика виступів у збірній

### По матчам
| Гаяни   | Гаяни | Гаяни |
| Рік     | Матчі | Голи  |
| ------- | ----- | ----- |
| 2004    | 2     | 0     |
| 2005    | 2     | 0     |
| 2006    | 10    | 0     |
| 2007    | 3     | 0     |
| 2008    | 15    | 0     |
| 2009    | 0     | 0     |
| 2010    | 8     | 2     |
| 2011    | 7     | 1     |
| 2012    | 15    | 2     |
| 2013    | 0     | 0     |
| 2014    | 3     | 0     |
| 2015    | 3     | 0     |
| 2016    | 5     | 0     |
| 2017    | 1     | 0     |
| 2018    | 2     | 0     |
| 2019    | 1     | 0     |
| Загалом | 77    | 5     |

### Голи за збірну
| №. | Дата              | Місце                                                | Суперник                         | Рахунок | Результат | Змагання                            |
| -- | ----------------- | ---------------------------------------------------- | -------------------------------- | ------- | --------- | ----------------------------------- |
| 1. | 15 жовтня 2010    | Андре Капевервен, Парамарибо, Суринам                | Нідерландські Антильські острови | 3–0     | 3–2       | кваліфікація Карибського кубку 2010 |
| 2. | 17 жовтня 2010    | Андре Капевервен, Парамарибо, Суринам                | Суринам                          | 1–0     | 2–0       | кваліфікація Карибського кубку 2010 |
| 3. | 24 серпня 2011    | Провіденс Стедіум, Провіденс, Гаяна                  | Індія                            | 2–1     | 2–1       | Товариський матч                    |
| 4. | 22 лютого 2012    | Національний стадіон Гренади, Сент-Джорджес, Гренада | Гренада                          | 2–1     | 2–1       | Товариський матч                    |
| 5. | 18 листопада 2012 | Національний стадіон Гренади, Сент-Джорджес, Гренада | Французька Гвіана                | 2–1     | 2–1       | кваліфікація Карибського кубку 2012 |